# Bavelien
| Indeling van het Pleistoceen                                                                                             | Indeling van het Pleistoceen | Indeling van het Pleistoceen | Indeling van het Pleistoceen | Indeling van het Pleistoceen | Indeling van het Pleistoceen |
| Internationaal | Internationaal               | Internationaal               | Noordwest-Europa             | Noordwest-Europa             | Noordwest-Europa             |
| Serie | Subserie                     | Etage                        | Super-etage                  | Etage                        | Tijd (Ma)                    |
| --- | ---------------------------- | ---------------------------- | ---------------------------- | ---------------------------- | ---------------------------- |
| Holoceen | Vroeg                        | Greenlandien                 | Holoceen                     | Holoceen                     | jonger                       |
| Pleistoceen | Laat                         | (onbenoemd)                  | (onbenoemd)                  | Weichselien                  | 0,116 - 0,0117               |
| Pleistoceen | Laat                         | (onbenoemd)                  | (onbenoemd)                  | Eemien                       | 0,126 - 0,116                |
| Pleistoceen | Midden                       | Chibaien                     | (onbenoemd)                  | Saalien                      | 0,238 - 0,126                |
| Pleistoceen | Midden                       | Chibaien                     | (onbenoemd)                  | Oostermeer                   | 0,243 - 0,238                |
| Pleistoceen | Midden                       | Chibaien                     | (onbenoemd)                  | (onbenoemd)                  | 0,324 - 0,243                |
| Pleistoceen | Midden                       | Chibaien                     | (onbenoemd)                  | Belvédère                    | 0,338 - 0,324                |
| Pleistoceen | Midden                       | Chibaien                     | (onbenoemd)                  | (onbenoemd)                  | 0,386 - 0,338                |
| Pleistoceen | Midden                       | Chibaien                     | (onbenoemd)                  | Holsteinien                  | 0,418 - 0,386                |
| Pleistoceen | Midden                       | Chibaien                     | (onbenoemd)                  | Elsterien                    | 0,465 - 0,418                |
| Pleistoceen | Midden                       | Chibaien                     | Cromerien                    | diverse etages               | 0,850 - 0,465                |
| Pleistoceen | Vroeg                        | Calabrien                    | Cromerien                    | diverse etages               | 0,850 - 0,465                |
| Pleistoceen | Vroeg                        | Calabrien                    | Bavelien                     | diverse etages               | 1,07 - 0,85                  |
| Pleistoceen | Vroeg                        | Calabrien                    | Menapien                     | diverse etages               | 1,20 - 1,07                  |
| Pleistoceen | Vroeg                        | Calabrien                    | Waalien                      | diverse etages               | 1,45 - 1,20                  |
| Pleistoceen | Vroeg                        | Calabrien                    | Eburonien                    | diverse etages               | 1,80 - 1,45                  |
| Pleistoceen | Vroeg                        | Gelasien                     | Tiglien                      | diverse etages               | 2,40 - 1,80                  |
| Pleistoceen | Vroeg                        | Gelasien                     | Pretiglien                   | diverse etages               | 2,58 - 2,40                  |
| Plioceen |                              | Piacenzien                   | Reuverien                    |                              | ouder                        |
| Tabel 1 - Indeling van het Pleistoceen Blauwe vakken: Glaciaal of Stadiaal - Roze vakken: Interglaciaal of Interstadiaal |                              |                              |                              |                              |                              |

Het geologisch tijdperk Bavelien (Vlaams: Baveliaan) is een super-etage van de serie Pleistoceen (tabel 1), dat duurde van 1,07 Ma tot 850 ka. Het komt na/op het Menapien en na het Bavelien komt het Cromerien.

## Glacialen en interglacialen
Het Bavelien kent twee glacialen en twee interglacialen (tabel 2). De oudste warme fase is het Bavel Interglaciaal dat volgt op het koude Menapien. De bosvegetatie werd, behalve door de soorten van het gemengde eikenbos, zoals eik, linde, iep en es, vooral gekenmerkt door het voorkomen van de haagbeuk (Carpinus). In de daaropvolgende koudere periode, het Linge-glaciaal, overheersten kruiden de vegetatie. Daarna ontwikkelde zich tijdens het Leerdam Interglaciaal weer een gemengd eikenbos, met wederom de haagbeuk als belangrijk element. De opeenvolging van de verschillende boomsoorten tijdens het Leerdam Interglaciaal vertoont veel overeenkomsten met die bij de jongere interglacialen. Dit is gezien als een van de kenmerken die het Bavelien als overgangsstadium van Vroeg- naar Midden-Pleistoceen typeert, echter successie blijkt ook in veel oudere interglacialen op te treden. Kruiden domineerden de vegetatie van het Dorstglaciaal aan het eind van het Bavelien.
| Super-etage                          | Etage                 | Tijd geleden (Ma) |
| ------------------------------------ | --------------------- | ----------------- |
| Bavelien                             | Dorst Glaciaal        | - 0,85            |
| Bavelien                             | Leerdam Interglaciaal |                   |
| Bavelien                             | Linge Glaciaal        |                   |
| Bavelien                             | Bavel Interglaciaal   | 1,03 - 0,96       |
| Tabel 2 - Etages binnen het Bavelien |                       |                   |

## Fauna
Voor de zoogdieren leek het Bavelien een belangrijk keerpunt in de Kwartaire geschiedenis. Kleine zoogdieren migreerden uit Eurazië en verspreidden zich over West-Europa. Fossiele resten in een kleigroeve bij Dorst lijken erop te wijzen dat de intrede van de steppenmammoet (Mammuthus trogontherii) in de Lage Landen al tijdens het Bavelien plaatsvond. Over de paleogeografie tijdens het Bavelien is nog weinig bekend. In Zuid-Limburg vormde de Maas drie nieuwe terrassen. De Rijnbedding schoof terug naar het westen en de rivier stroomde daardoor weer door de Roerdalslenk en iets westelijk daarvan.